# Zombrus sikkimensis
Zombrus sikkimensis är en stekelart som beskrevs av Günther Enderlein 1920. Zombrus sikkimensis ingår i släktet Zombrus och familjen bracksteklar. Inga underarter finns listade i Catalogue of Life.